# Dani Freitas
Daniela Freitas (Rio de Janeiro, 2 de outubro de 1973) é uma esportista brasileira, praticante de bodyboard. Bicampeã mundial da modalidade em 1996 e 1997. Daniela também é praticante de fisiculturismo.

## Carreira

### Surf
Daniela começou a surfar aos 13 anos, com uma prancha de bodyboard que ganhou de Natal, sem pretensões de tornar-se profissional. Nos anos de 1996 e 1997 conquistou consecutivamente o título de campeã mundial no esporte.
Parou de competir profissionalmente no surf em 2001, retornando apenas em 2005. Em 2006 conquistou o segundo lugar no Circuito Americano de Bodyboard.
Em 2007 venceu a última etapa do Circuito Mundial de Bodyboard, em Pipeline, no Havaí.

### Fisiculturismo
Em 2008 venceu a competição de fisiculturismo Stingrey Classic, na categoria geral, realizada em Waikiki, no Havaí.

## Ensaios
Em Julho de 2006 Daniela foi capa da revista Sexy. A atleta já tinha sido convidada a posar em 1997, quando conquistou o segundo título mundial, no entanto recusou.

## Vida pessoal
Daniela é casada com o havaiano, também surfista, Lanson Ronquillo, com quem tem dois filhos.